# Wilmer Boyacá
Wilmer Boyacá (Soacha, Cundinamarca, Colombia; 17 de junio de 1990) es un futbolista colombiano que juega como lateral izquierdo.

## Trayectoria

### Inicios
Wimer Yesid nació en el municipio de Soacha, departamento de Cundinamarca, en el centro de Colombia. Jugó fútbol desde joven, y se formó en el club aficionado Maracaneiros de Bogotá. Allí, jugó varios años y se destacó en varios torneos aficionados. Con Maracaneiros fue campeón del tradicional Hexagonal del Olaya en el 2012, y gracias a sus buenas actuaciones se fue a jugar al equipo Academia Compensar.

### Academia, Llaneros, y Boyacá Chicó
En el 2012, llegó a la Academia Fútbol Club, equipo con el que debutó como profesional y jugó varios partidos en la Categoría Primera B. Con la venta de la ficha del club, el soachuno pasó a jugar al Llaneros Fútbol Club, equipo con el que jugó por un semestre. Después, a principios del 2013, Wilmer se fue a jugar al Boyacá Chicó, donde jugó algunos partidos.  

### Fortaleza Fútbol Club
En el año 2015 el defensor pasó a Fortaleza, equipo en el que desde su llegada se hizo un hueco en el once titular, y jugó buenos partidos. Con el equipo bogotano, llegó hasta la final, fue subcampeón de la Categoría Primera B, y logró el ascenso a la Categoría Primera A. En 2016, jugó en primera división varios partidos, siendo uno de los jugadores más destacados del equipo. 

### La Equidad
A principios del año 2017, fue contratado por La Equidad, equipo de la ciudad de Bogotá. 

## Clubes
| Club             | País     | Año         |
| ---------------- | -------- | ----------- |
| Academia         | Colombia | 2012        |
| Llaneros         | Colombia | 2012        |
| Boyacá Chicó     | Colombia | 2013        |
| Fortaleza        | Colombia | 2015 - 2016 |
| La Equidad       | Colombia | 2017        |
| Valledupar F. C. | Colombia | 2018 - 2019 |